# Autricourt
Cet article possède un paronyme, voir Haudricourt (homonymie).
Autricourt est une commune française située dans le canton de Châtillon-sur-Seine du département de la Côte-d'Or, en région Bourgogne-Franche-Comté.

## Géographie

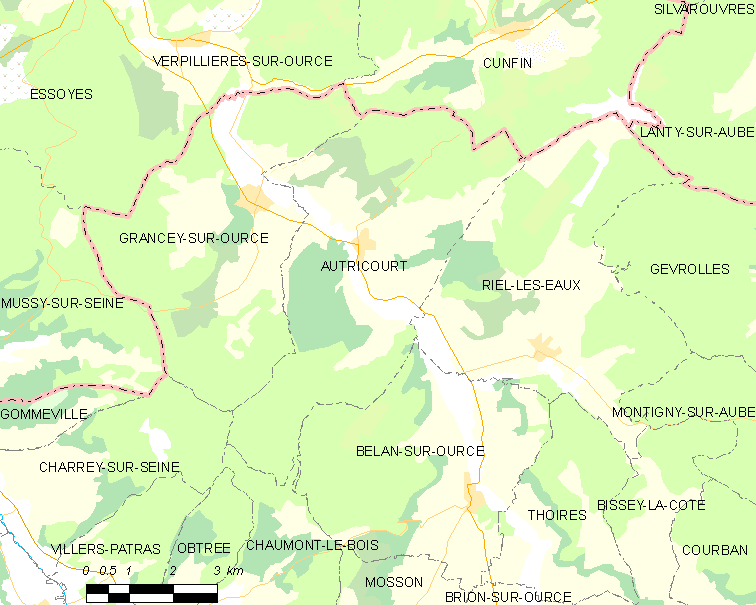

D'une superficie de 27 km2, Autricourt est située entre 195 et 356 mètres d'altitude à l'extrême nord de la Côte-d'Or, à une vingtaine de kilomètres de la petite ville de Châtillon-sur-Seine.

### Hydrographie
Autricourt est traversée par l'Ource.
Une station de mesure hydrologique est installée à la sortie de la commune direction Grancey-sur-Ource et télétransmet à intervalles réguliers les données concernant la hauteur et le débit de l'Ource. Ces données sont consultables sur Internet.

### Climat
Pour des articles plus généraux, voir Climat de la Bourgogne-Franche-Comté et Climat de la Côte-d'Or.
En 2010, le climat de la commune est de type climat des marges montargnardes, selon une étude du Centre national de la recherche scientifique s'appuyant sur une série de données couvrant la période 1971-2000. En 2020, Météo-France publie une typologie des climats de la France métropolitaine dans laquelle la commune est exposée à un climat océanique altéré et est dans la région climatique Lorraine, plateau de Langres, Morvan, caractérisée par un hiver rude (1,5 °C), des vents modérés et des brouillards fréquents en automne et hiver.
Pour la période 1971-2000, la température annuelle moyenne est de 10,3 °C, avec une amplitude thermique annuelle de 16 °C. Le cumul annuel moyen de précipitations est de 860 mm, avec 12,4 jours de précipitations en janvier et 8,5 jours en juillet. Pour la période 1991-2020, la température moyenne annuelle observée sur la station météorologique de Météo-France la plus proche, « Cunfin_sapc », sur la commune de Cunfin à 6 km à vol d'oiseau, est de 11,0 °C et le cumul annuel moyen de précipitations est de 900,4 mm,. Pour l'avenir, les paramètres climatiques de la commune estimés pour 2050 selon différents scénarios d'émission de gaz à effet de serre sont consultables sur un site dédié publié par Météo-France en novembre 2022.

## Urbanisme

### Typologie
Au 1er janvier 2024, Autricourt est catégorisée commune rurale à habitat dispersé, selon la nouvelle grille communale de densité à 7 niveaux définie par l'Insee en 2022.
Elle est située hors unité urbaine. Par ailleurs la commune fait partie de l'aire d'attraction de Châtillon-sur-Seine, dont elle est une commune de la couronne,. Cette aire, qui regroupe 60 communes, est catégorisée dans les aires de moins de 50 000 habitants,.

### Occupation des sols
L'occupation des sols de la commune, telle qu'elle ressort de la base de données européenne d’occupation biophysique des sols Corine Land Cover (CLC), est marquée par l'importance des forêts et milieux semi-naturels (63,7 % en 2018), une proportion identique à celle de 1990 (64 %). La répartition détaillée en 2018 est la suivante : forêts (54,6 %), terres arables (29,4 %), milieux à végétation arbustive et/ou herbacée (9,1 %), prairies (5,9 %), zones urbanisées (1 %). L'évolution de l’occupation des sols de la commune et de ses infrastructures peut être observée sur les différentes représentations cartographiques du territoire : la carte de Cassini (XVIIIe siècle), la carte d'état-major (1820-1866) et les cartes ou photos aériennes de l'IGN pour la période actuelle (1950 à aujourd'hui).

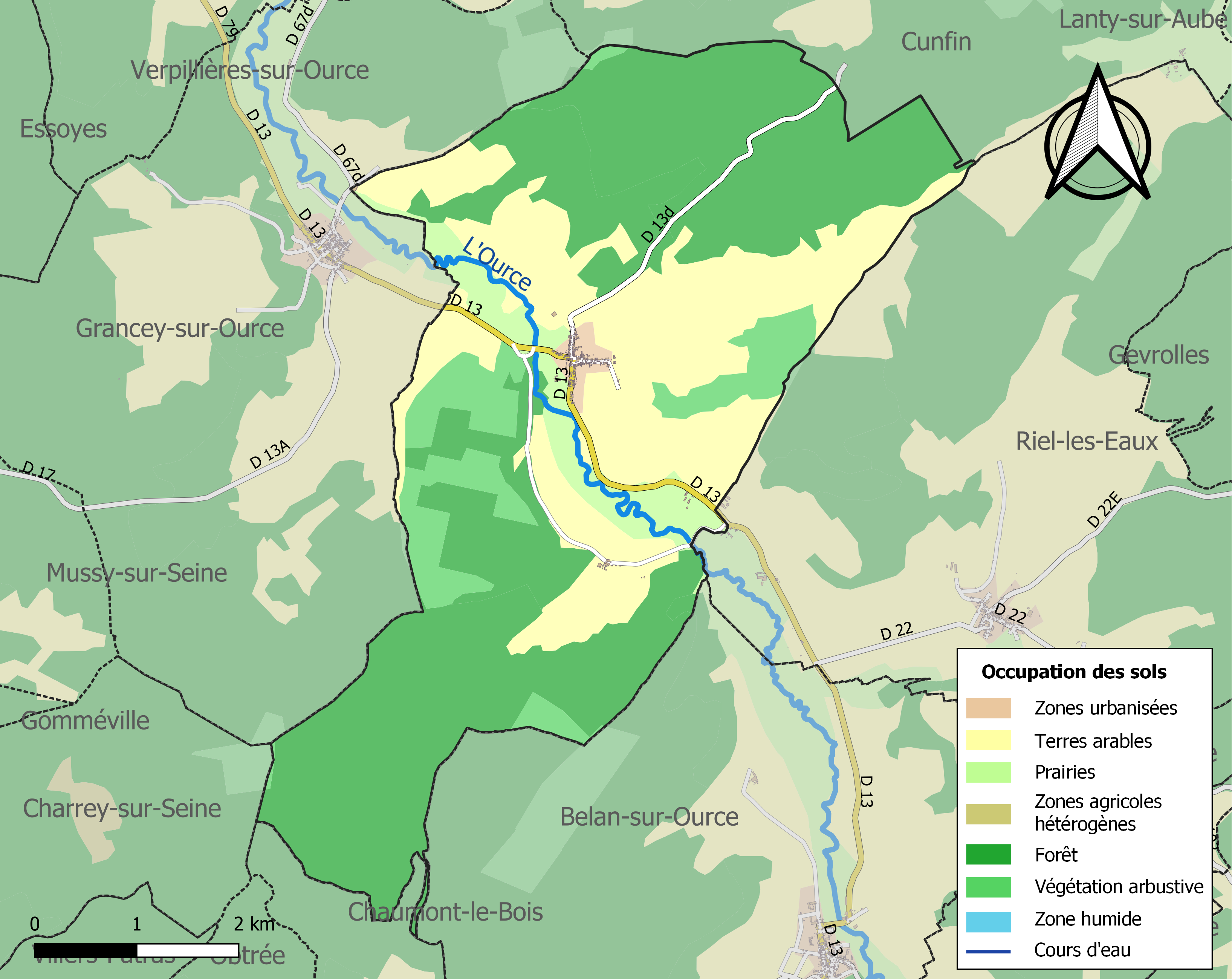
Carte des infrastructures et de l'occupation des sols de la commune en 2018 (CLC).

## Histoire

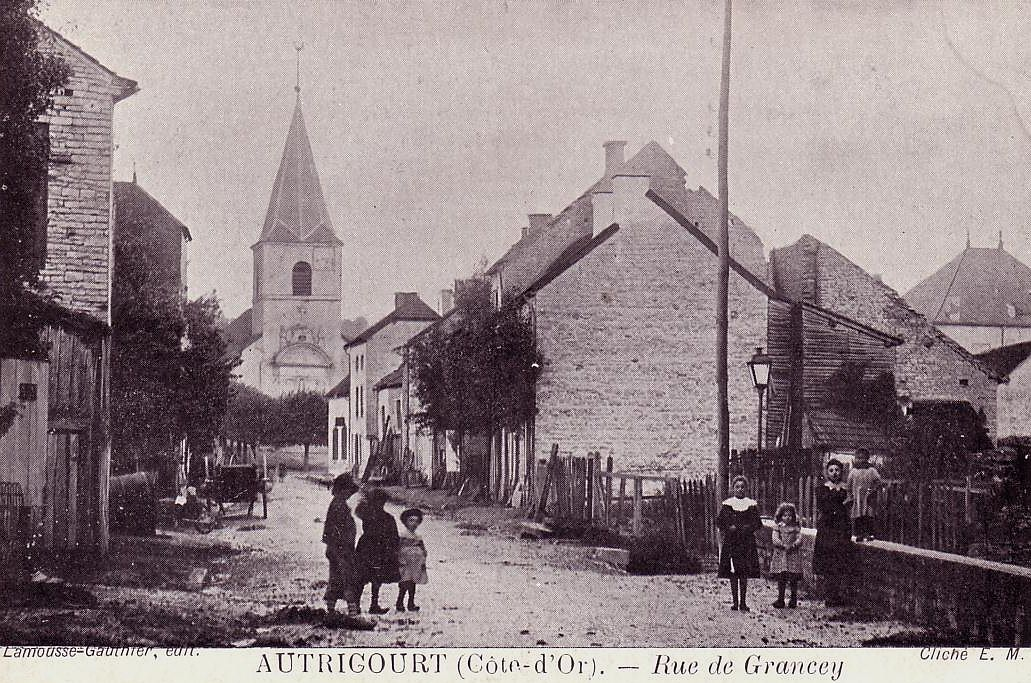
Le village vers 1910.

### Antiquité et protohistoire
Ce village aurait des origines celtiques puis romaines : des circonvallations, fossés et levées de terre ont été observés à proximité du village actuel. Dès 1820 des monnaies romaines ont été retrouvées et en 1896 des restes de murs et des objets divers aux Ombrières.

### Moyen Âge
Dans le hameau de Champigny des sarcophages mérovingiens ont été découverts. C'est de cette époque franque que proviendrait le nom Autricourt du nom d'un propriétaire de domaine, Auster, et curtis (domaine). Vers le XIe siècle, l'érection en fief féodal est attestée par la présence du château passant plus tard sous la domination des ducs de Bourgogne.

### Époque contemporaine
En 1905, Autricourt bénéficie de l'éclairage électrique 20 ans avant Châtillon-sur-Seine. Vers 1870, le phylloxera détruit la totalité du vignoble qui était la principale activité à Autricourt avec l'exploitation forestière, ce qui réduit la population du village de moitié en 30 ans. L'exode rural et la guerre de 1914 amplifient ensuite le déclin. L'élevage et les céréales remplacent la vigne pour les propriétaires qui restent. Aujourd'hui le village ne compte plus aucun agriculteur et les terres sont exploitées par des intervenants extérieurs.

## Politique et administration

### Rattachements administratifs et électoraux
Autricourt appartient :
- à l'arrondissement de Montbard,
- au canton de Châtillon-sur-Seine et
- à la communauté de communes du pays châtillonnais.

### Liste des maires
| Période                                  | Période   | Identité                         | Étiquette      | Qualité            |
| ---------------------------------------- | --------- | -------------------------------- | -------------- | ------------------ |
| 1813                                     | 1830      | Louis Gautier de Vinfrais        |                |                    |
| 1843                                     | 1859      | Alexandre de Treil de Pardailhan | Sans étiquette |                    |
| 1896                                     | 1912      | René de Treil de Pardailhan      | Sans étiquette |                    |
| mars 2001                                | mars 2008 | Daniel Verpy                     | Sans étiquette | Artisan            |
| mars 2008                                | 2020      | Christian Volterrani             | Sans étiquette | Retraité           |
| 2020                                     | En cours  | Isabelle Roumier                 | Sans étiquette | Travailleur social |
| Les données manquantes sont à compléter. |           |                                  |                |                    |

### Politique environnementale
En raison de ses efforts pour la qualité de son environnement nocturne, la commune a été labellisée « Village 2 étoiles », en 2013. Le label est décerné par l'Association nationale pour la protection du ciel et de l'environnement nocturnes (ANPCEN) et compte 5 échelons. Un panneau, disposé aux entrées du village, indique cette distinction.

## Démographie
L'évolution du nombre d'habitants est connue à travers les recensements de la population effectués dans la commune depuis 1793. Pour les communes de moins de 10 000 habitants, une enquête de recensement portant sur toute la population est réalisée tous les cinq ans, les populations de référence des années intermédiaires étant quant à elles estimées par interpolation ou extrapolation. Pour la commune, le premier recensement exhaustif entrant dans le cadre du nouveau dispositif a été réalisé en 2005.

En 2022, la commune comptait 136 habitants, en évolution de +4,62 % par rapport à 2016 (Côte-d'Or : +0,82 %, France hors Mayotte : +2,11 %).
| 1793 | 1800 | 1806 | 1821 | 1831 | 1836 | 1841 | 1846 | 1851 |
| ---- | ---- | ---- | ---- | ---- | ---- | ---- | ---- | ---- |
| 822  | 870  | 980  | 943  | 960  | 915  | 960  | 959  | 983  |

| 1856 | 1861 | 1866 | 1872 | 1876 | 1881 | 1886 | 1891 | 1896 |
| ---- | ---- | ---- | ---- | ---- | ---- | ---- | ---- | ---- |
| 862  | 861  | 808  | 748  | 702  | 673  | 641  | 608  | 545  |

| 1901 | 1906 | 1911 | 1921 | 1926 | 1931 | 1936 | 1946 | 1954 |
| ---- | ---- | ---- | ---- | ---- | ---- | ---- | ---- | ---- |
| 511  | 488  | 446  | 332  | 356  | 326  | 257  | 257  | 240  |

| 1962 | 1968 | 1975 | 1982 | 1990 | 1999 | 2005 | 2006 | 2010 |
| ---- | ---- | ---- | ---- | ---- | ---- | ---- | ---- | ---- |
| 209  | 160  | 135  | 126  | 137  | 133  | 125  | 121  | 122  |

| 2015 | 2020 | 2022 | - | - | - | - | - | - |
| ---- | ---- | ---- | - | - | - | - | - | - |
| 132  | 133  | 136  | - | - | - | - | - | - |

## Culture locale et patrimoine

### Lieux et monuments
- Le château, dans un parc au centre du village, est une propriété privée. Il date, pour la partie la plus ancienne, de la fin du XIe siècle qui est entourée de douves alimentées par une dérivation de l'Ource. Les bâtiments actuels, un logis flanqué de deux tours rondes date des XIVe et XVIe siècles. Il a appartenu au cours du temps aux seigneurs d'Autricourt, de Rupt, d'Anglure, de Ligniville, de Crillon, de Valois, de Mursey, de Gaucourt[réf. nécessaire]. En 1795, le château et son domaine sont achetés par Jacques-Alexandre Gautier de Vinfrais, ci-devant seigneur de Villeneuve-le-Roi et Ablon. En 1809, le château est transmis par héritage à la famille de Treil de Pardailhan[18] qui le conserve jusqu'à ces dernières années.
- L'église Saint-Valentin-de-Rome possède un chœur et un chevet du XVe siècle  Classé MH (1914)[19]. La façade et le clocher sont plus récents et datent du XVIIIe siècle[20].
- Chapelle dans le cimetière (vers 1832)[21]
- Château (hameau de Champigny)

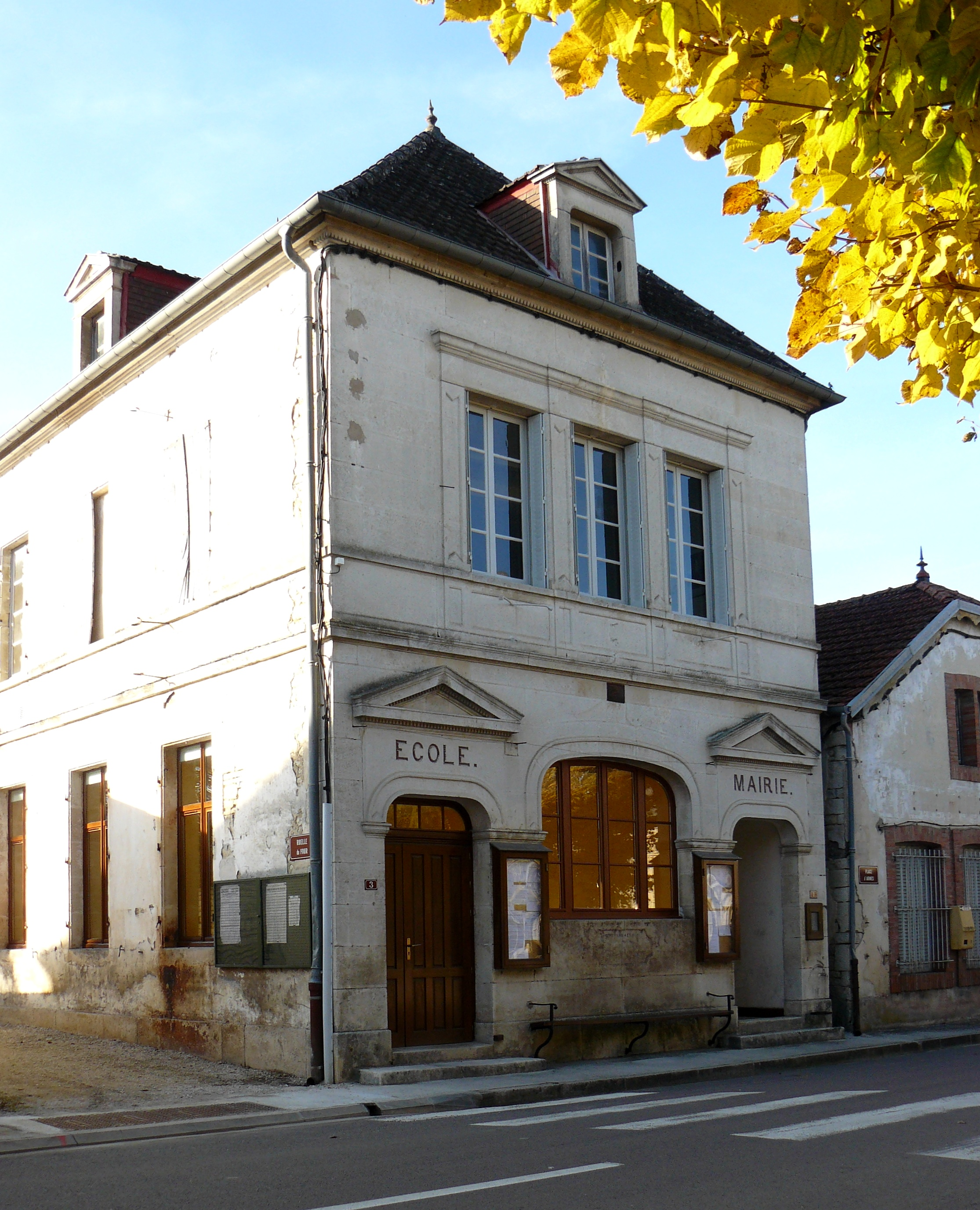
La mairie.
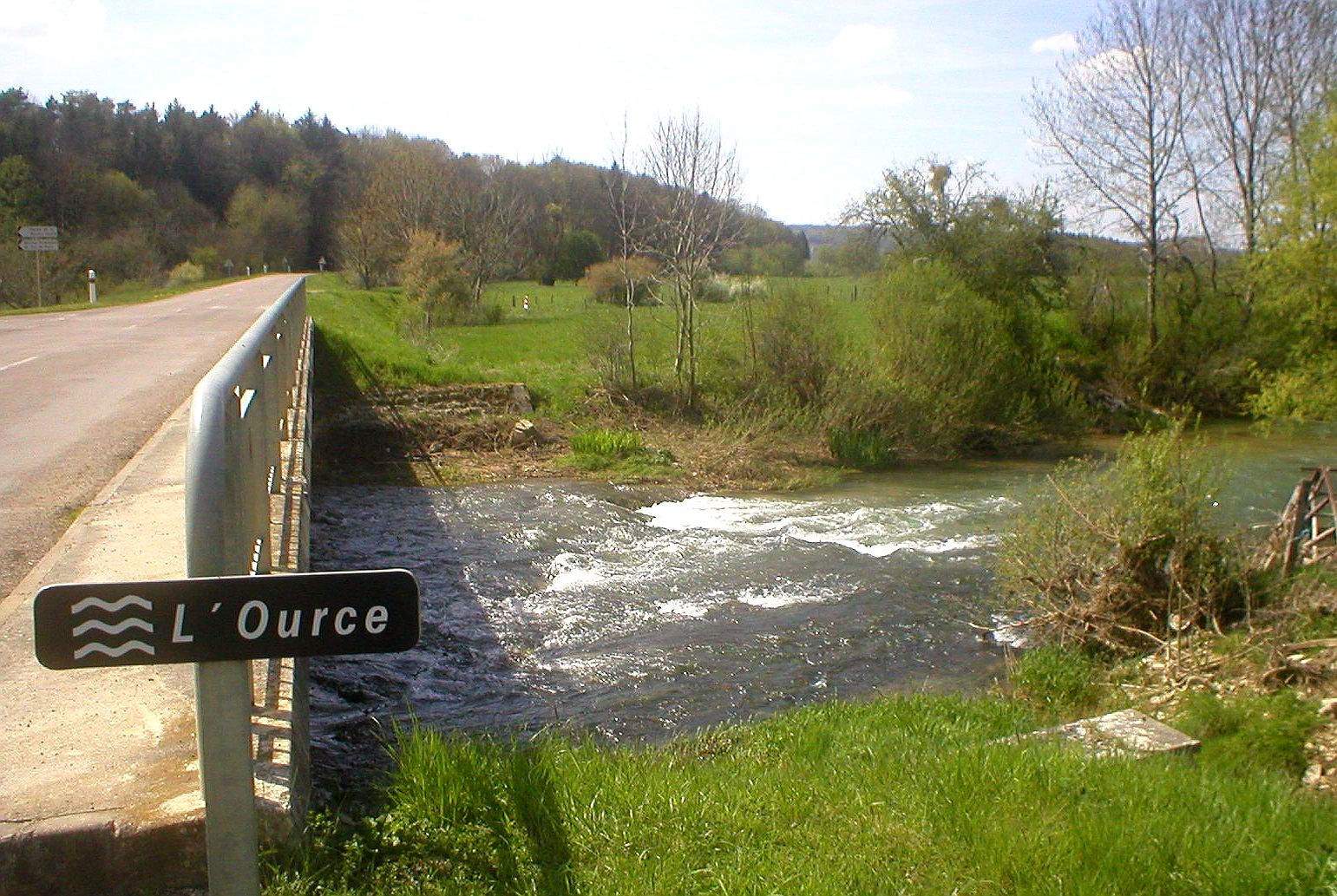
L'Ource.
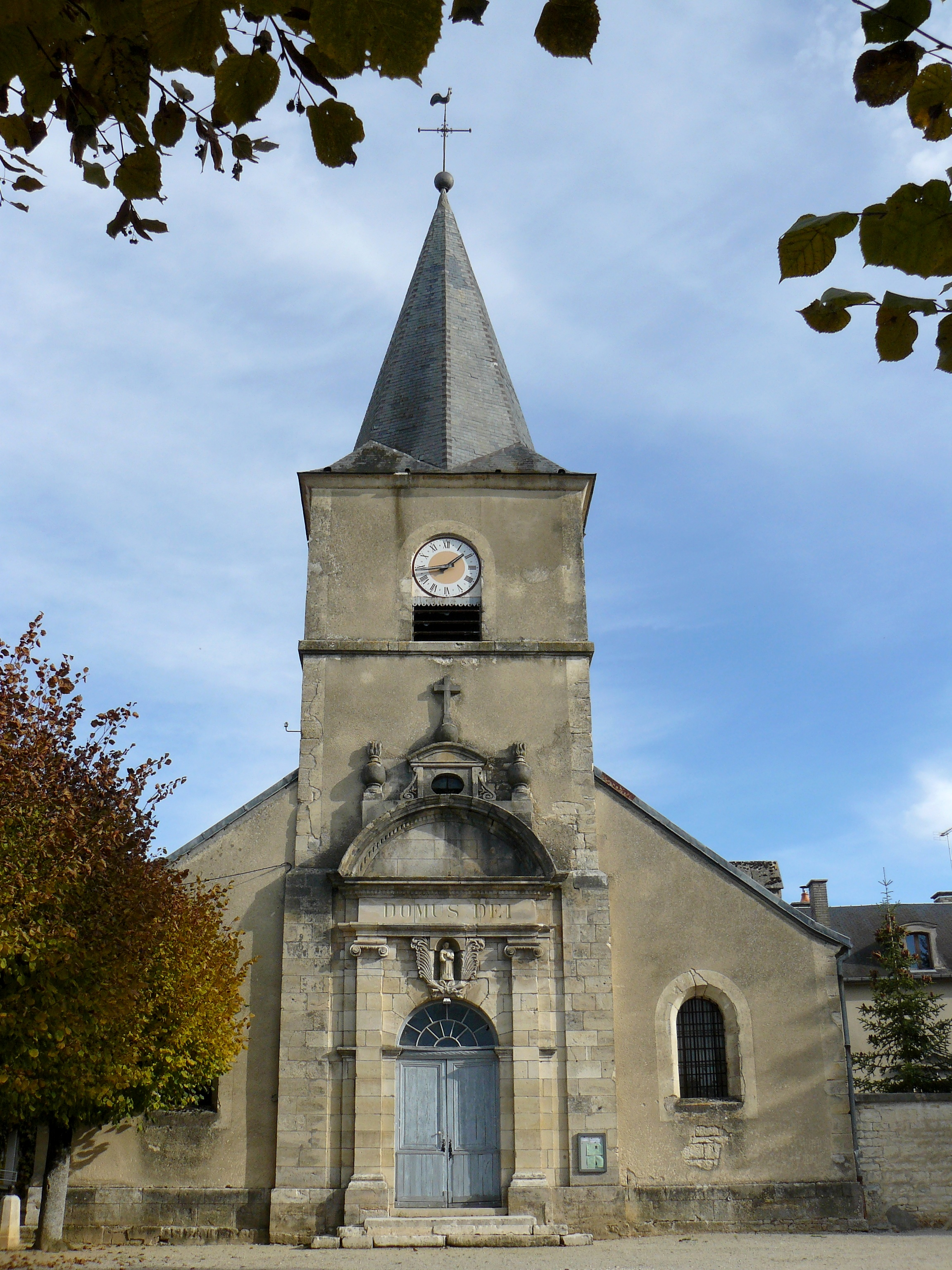
L'église.
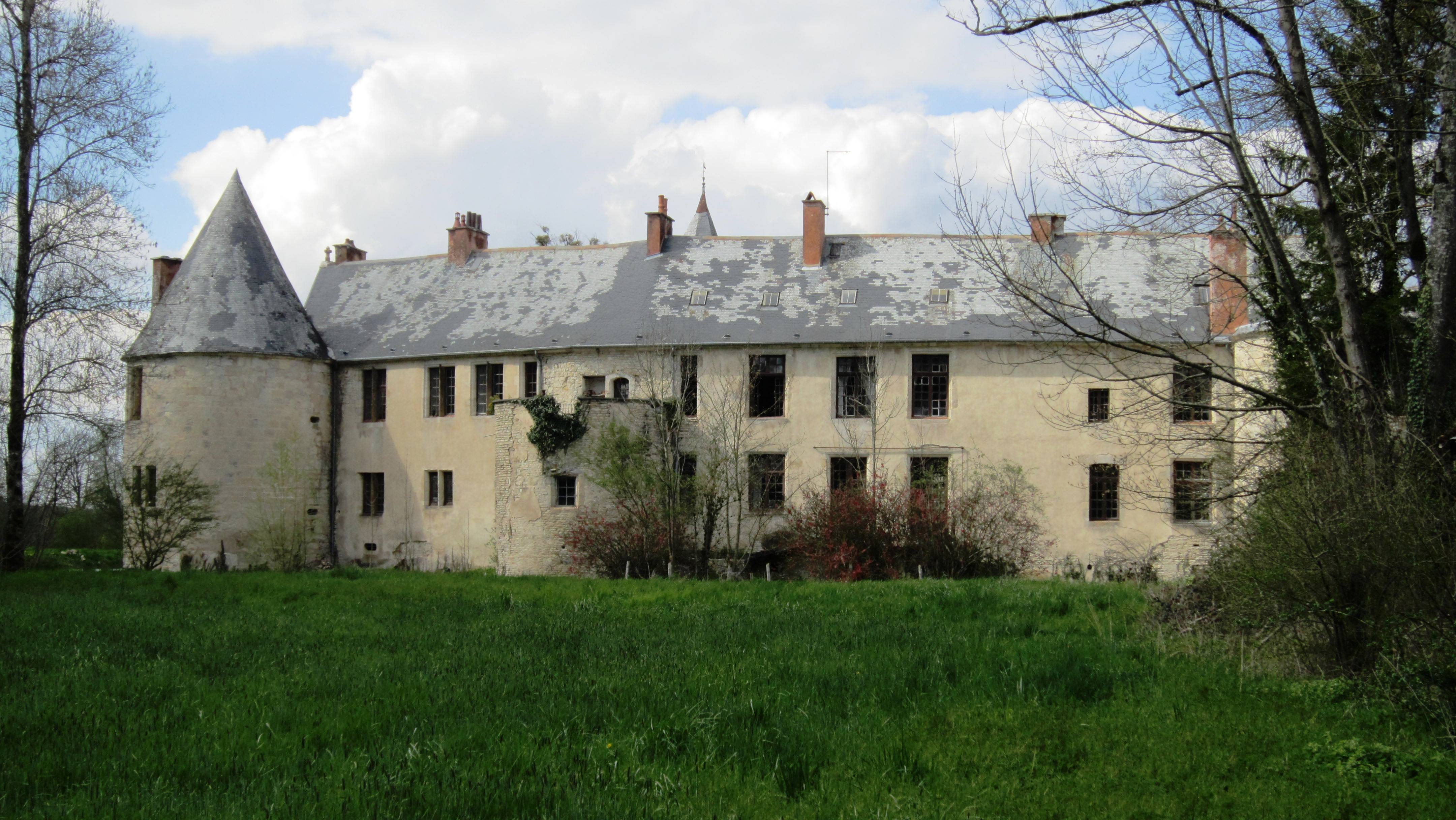
Le château, façade ouest.
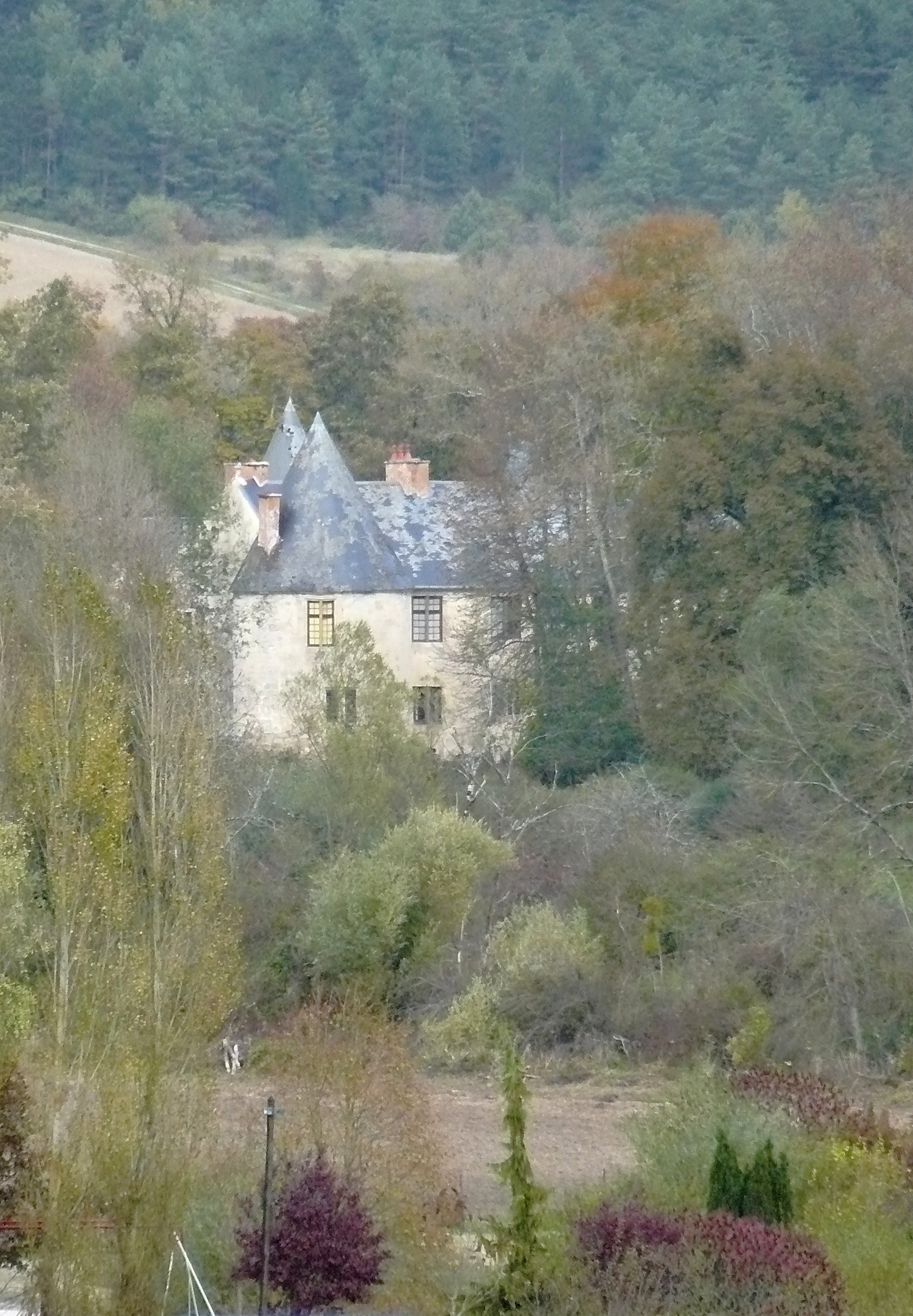
Le château.

### Personnalités liées à la commune
- Louis-Anne Gaut(h)ier de Vinfrais (1760-18??), chevalier de Saint-Louis et de la Légion d'honneur[22], porte-arquebuse de Louis XVIII et Charles X, admis au grade de lieutenant-colonel pendant la Restauration. Il fut maire de 1813 à 1830. Il était descendant de Charles Gautier de Vinfrais, officier de la vénerie royale.
- Anne-Catherine de Ligniville Helvétius (1722-1800), née de Ligniville d'Autricourt, branche d'Autricourt de la famille de Ligniville, salonnière.
- Romolo Mantovani (1893-1992), écrivain, spirite et naturopathe d'origine italienne, pionnier des ouvrages consacrés aux vertus thérapeutiques de l'argile, fondateur des éditions Amour et Vie[23], est mort à Autricourt[24].

### Héraldique
| Blason de Autricourt | Blason  | Tiercé en pairle renversé : au 1er de gueules à un cœur d'or transpercé par une flèche d'argent posée en barre le fer en chef, au 2e d'or à un chêne au naturel, au 3e d'azur à trois fasces ondées d'argent et à un sanglier passant de sable, défendu d'or et brochant, à une épée basse franque d'argent brochant sur le tout au point d'honneur.      |
| Blason de Autricourt | Détails | Le cœur transpercé est pour saint Valentin, patron de la paroisse locale, le chêne évoque le caractère boisé du village, les ondes représentent l'Ource qui arrose la commune, le sanglier est pour l'origine gauloise du village et enfin l'épée franque symbolise les sarcophages mérovingiens retrouvés. Création Jean-François Binon. Adopté en 2020. |